# Кочнево (Ивановский район)
Кочнево — деревня в Ивановском районе Ивановской области России, входит в состав Балохонковского сельского поселения.

## География
Деревня расположена в 3 км на юг от центра поселения деревни Балахонки и в 19 км на северо-запад от Иванова.

## История
В 1823 году в селе на средства прихожан была построена каменная церковь с колокольней и оградой вместо двух бывших деревянных церквей. Престолов в церкви было два: в холодной — в честь Покрова Пресвятой Богородицы и в теплой — во имя Святого Тихона Амафунтского Чудотворца. С 1890 года в селе открыто церковно-приходское училище. 
В конце XIX — начале XX века село входило в состав Кочневской волости Шуйского уезда Владимирской губернии. В 1859 году в селе числилось 27 дворов, в 1905 году — 36 дворов.

## Население
| 1859 | 1905 |
| ---- | ---- |
| 153  | 196  |

| 1859 | 1905 | 2010 |
| ---- | ---- | ---- |
| 153  | ↗196 | ↘13  |

## Достопримечательности
В селе расположена действующая Церковь Покрова Пресвятой Богородицы.